# Red Uno
Red Uno de Bolivia S.A. est une chaîne de télévision bolivienne lancée le 1er juillet 1985.
Cette société de télévision est membre de l'Organisation des Télécommunications Ibéro-Américaines (OTI).

## Émissions
- Notivision (journal télévisé)
- Pare de Sufrir
- El Mañanero
- Pura Vida
- Bigote
- Laura
- RBD: la familia (telenovela)
- Super Deportivo
- Que no me pierda
- Lapsus
- Power Rangers Megaforce
- Top Uno
- Sábado Gigante
- Qué Familia! Los Serrano
- UFC Ahora
- CSI Miami (série)
- CSI Las Vegas (série)
- La Santa Misa
- Soy tu doble (téléréalité)
- Kara Para Aşk
- Mi corazón es tuyo
- Lo imperdonable
- Bailando por un sueño